# Galanta
Galanta és una ciutat d'Eslovàquia. Es troba a la regió de Trnava, és capital del districte de Galanta.

## Història
La primera menció escrita de la vila es remunta al 1237.
La vila fou annexionada per Hongria després del primer arbitratge de Viena el 2 de novembre de 1938, any en què tenia 4.305 habitants. Formà part del districte de Galanta, i durant el període del 1938 al 1945 s'anomenava Galánta. Després de l'alliberament, la ciutat es reintegrà a la reconstituïda Txecoslovàquia.

## Demografia
| Godina             | 1994   | 2004   | 2014   | 2024   |
| ------------------ | ------ | ------ | ------ | ------ |
| Nombre de persones | 16.823 | 16.000 | 14.977 | 15.358 |
| Diferència         |        | −4,89% | −6,39% | +2,54% |

| Godina             | 2023   | 2024   |
| ------------------ | ------ | ------ |
| Nombre de persones | 15.339 | 15.358 |
| Diferència         |        | +0,12% |

## Ciutats agermanades
- Slovenský Komlóš, Hongria, des del 1996
- Kecskemét, Hongria, des del 1998
- Paks, Hongria, des del 1998
- Bečej, Sèrbia, des del 2001
- Mikulov, República Txeca, des del 2003
- Liptovský Mikuláš, Eslovàquia, des del 2006
- Albignasego, Itàlia, des del 2007

Ciutats agermanades no oficials
- Stockerau, Àustria
- Ráb, Hongria

Ex-ciutats agermanades
- Pardubice, República Txeca
- Jihlava, República Txeca
- Petrovsk, Rússia
- Lutherstadt Wittenberg, Alemanya
- Stoličný Belehrad, Hongria

1. 1 2  «Počet obyvateľov podľa pohlavia - obce (ročne) [om7101rr_obce=AREAS_SK]».   Statistical Office of the Slovak Republic, 31-03-2025. [Consulta: 31 març 2025].